# Steffanisa
Steffanisa is een geslacht van vliesvleugeligen uit de familie bronswespen (Chalcididae). De wetenschappelijke naam van dit geslacht is voor het eerst geldig gepubliceerd in 1952 door Boucek.

## Soorten
Het geslacht Steffanisa is monotypisch en omvat slechts de volgende soort:
- Steffanisa rubrocincta Boucek, 1952